# Night Ranger
Night Ranger ist eine Rockband, die 1981 in San Francisco gegründet wurde. Die Band ist vor allem für ihre Ballade Sister Christian bekannt. Bisher wurden weltweit mehr als 16 Millionen Alben von Night Ranger verkauft.

## Geschichte
Jack Blades, Kelly Keagy und Brad Gillis waren bis 1979 Mitglieder einer Popband namens Rubicon, die in San Francisco beheimatet war. Nach deren Auflösung gründeten sie die Hard-Rock-Band Stereo. Später stieß Keyboarder Alan Fitzgerald hinzu, der zuvor als Bassist mit Sammy Hagar und Ronnie Montrose in dessen Band Montrose gespielt hatte. Dieser empfahl ihnen den Gitarristen Jeff Watson, der seine eigene Band verließ, um für die unter dem Namen Ranger neugegründete Band spielen zu können. Die Band Ranger spielte melodischen Hard Rock.
Der Name der Band musste 1982 auf Betreiben einer Country-Band gleichen Namens in Night Ranger abgeändert werden.
1982 nahm die Band für Boardwalk Records das Album Dawn Patrol auf, das ihnen einen ersten kleinen Erfolg bescherte. Das Album schaffte es in die Top 40 der US-Charts, ebenso die Singleauskopplung Don’t Tell Me You Love Me, zu der ein auf MTV äußerst beliebtes Video gedreht wurde. Night Ranger wurde unter anderem als Vorgruppe für ZZ Top, Judas Priest und Ozzy Osbourne gebucht. Letzterer engagierte zeitweise den Night-Ranger-Gitarristen Brad Gillis in seiner Band.
Im Jahr 1983 nahm Night Ranger ihr zweites Album Midnight Madness auf, diesmal für MCA Records, das es in die Top 20 der US-Charts schaffte, die Singleauskopplung Sister Christian sogar in die Top 5. In ihrer Musik versuchte die Band, eine Symbiose zwischen harter Rockmusik und balladesken Hymnen auszuleben. Auch das Image der Band lebte von diesem Spagat; während Blades – als tiefschürfender, romantischer Schönling dargestellt – vor allem die Frauenwelt in seinen Bann ziehen sollte, wurden die Images der anderen Bandmitglieder vor allem über männliche Ausdruckskraft vermittelt, mit entsprechender Zielgruppenausrichtung. Mit diesem Konzept war die Band zu MTVs Anfangszeiten ziemlich erfolgreich. Das Album Midnight Madness enthält zudem den Song (You Can Still) Rock In America, mit dem Night Ranger seither traditionell Konzerte beendet, sowie eine weitere Top-40-Single When You Close Your Eyes. Das Album wurde mehrfach mit Platin ausgezeichnet.
Im Jahr 1985 nahm Night Ranger mit 7 Wishes ihr drittes Album auf. Obwohl darauf die ganz großen Hits fehlten, hatte sich die Band inzwischen soweit etabliert, dass das Album die Top 10 der US-Charts erreichte. Die Singleauskopplung Sentimental Street schaffte es ebenfalls in die Top 10, die zweite Single Goodbye immerhin noch in die Top 40. In diesem Jahr gingen Night Ranger erstmals als Hauptgruppe auf Tournee. Das Bühnenkonzept drehte sich um einen North American B-25-Bomber, der ebenfalls auf dem Albumcover abgebildet war.
Im Jahr 1986 komponierte Night Ranger einige Lieder als Soundtrack für Teenagerfilme wie Pretty in Pink mit der 1980er-Jahre-Teenikone Molly Ringwald oder Out of Bounds (Heiße Hölle L. A.).
Im Jahr 1987 brachte Night Ranger ihr viertes Album namens Big Life heraus. Darauf war unter anderem das gleichnamige Titellied des Films The Secrets of My Success (deutsch: Das Geheimnis meines Erfolges) mit Michael J. Fox enthalten, das auch gleich als Single ausgekoppelt wurde. Die Single konnte sich aber nicht in den Charts behaupten; auch weitere Auskopplungen floppten. Der Stil der Band hatte sich weiterentwickelt zu nuancierten Kompositionen und hatte sich von den Hard-Rock-Gefilden entfernt. Dazu kam ein beginnendes Zerwürfnis mit der Plattenfirma MCA, die Night Ranger zu balladeskeren, weicheren Liedern drängte, während die Band lieber wieder zu alten Formen zurückfinden wollte. Die von der Plattenfirma favorisierte Single Hearts Away wurde gegen den Willen der Band ausgekoppelt, die lieber ein härteres Stück ausgesucht hätte. Dazu kam auch die Tatsache, dass Rockbands, die wie Night Ranger mit konventionellen Konzepten arbeiteten, zunehmend von Glam-Metal-Bands wie Poison oder Mötley Crüe verdrängt wurden.
Das im Jahr 1988 erschienene Album Man in Motion versprach durch sein rockiges Klangbild eine Rückkehr zu alten Zeiten. Dennoch konnte keine der – wiederum eher balladesken Singles – genug Aufmerksamkeit erregen, um für das Album eine wirksame Werbung darzustellen. So wurde Man in Motion zum bisher am wenigsten verkauften Night-Ranger-Album. Während der Aufnahme des Albums verließ Keyboarder Alan Fitzgerald die Band, so dass für die schlecht besuchte Konzerttournee ein Aushilfskeyboarder gebucht werden musste. Fitzgerald schloss sich Robert Berrys Band Alliance an, in der auch ehemalige Musiker von Boston und Sammy Hagars Band spielen.
Danach verließ Blades die Band, um zusammen mit Tommy Shaw (Styx) und Ted Nugent die recht erfolgreiche Band Damn Yankees zu gründen.
Im Jahr 1989, nach dem Ausstieg Blades’, existierten Night Ranger offiziell nicht mehr. Die Plattenfirma brachte darum ein Greatest-Hits-Album heraus und im Jahr darauf das Album Live In Japan. Dennoch versuchten Kelly Keagy und Brad Gillis zusammen mit dem neu verpflichteten Gary Moon die Band als Trio weiterzuführen, während die anderen Bandmitglieder ihren diversen Projekten nachgingen.
1996 kam das kaum beachtete Album Feeding Off The Mojo heraus, das in offiziellen Night-Ranger-Diskografien nicht aufgeführt wird. Die Hälfte der Lieder darauf wurden von Gary Moon gesungen. Im selben Jahr kamen die ursprünglichen Mitglieder – bis auf Keyboarder Alan Fitzgerald – zu einer Wiedervereinigung zusammen. Der Zweck der Reunion war eine großangelegte Tour durch Japan und die USA. Die große Resonanz bewog die Band dazu, 1997 ein weiteres Album aufzunehmen, diesmal für Sony Records. Neverland konnte zwar nicht an frühere Erfolge anknüpfen, da aber die Zeit des Hard Rocks ohnehin vorbei zu sein schien, ließ sich die Band durch die bescheidenen Verkäufe nicht wie 1988/1989 entmutigen. Einen Aufschwung erfuhr Night Ranger dann, als ihr größter Hit Sister Christian durch das Erscheinen im Soundtrack des dreifach oscarnominierten Films Boogie Nights neue Bekanntheit erlangte. Folgerichtig brachten sie 1998 mit Seven ein weiteres Album heraus, wenngleich der Titel angesichts des inoffiziellen Feeding Off The Mojo eigentlich Eight hätte lauten müssen. Das Album wurde von BMG herausgegeben. Dazwischen kam noch eine weitere CD mit Konzertaufnahmen heraus, die Rock in Japan ’97 und ein Best-Of-Album Rock Masterpiece Collection.
Im Jahr 2000 brachte MCA Records, angespornt durch den unerwarteten Erfolg der Konzerttourneen Night Rangers, eine weitere Best-Of-Compilation mit digital aufbereiteten Liedern der früheren Ära heraus: Millennium Collection: The Best Of Night Ranger und im Jahr 2004 dann eine DVD mit fünf der bekanntesten Videoclips der Band. Im Jahr 2004 stieß Michael Lardie als Tournee-Keyboarder dazu.
Im Jahr 2011 erschien die CD Somewhere in California mit der Single Growin’ up in California. In diesem Jahr spielte die Band auch live in Europa auf den Rock-the-Nation-Konzerten mit Journey, Foreigner und Kansas. 2014 veröffentlichte die Gruppe das Album High Road und begab sich auf eine anschließende Tournee. Am 30. Mai 2014 spielte Gitarrist Joel Hoekstra bei Whitesnake vor, um sich um den Posten des zweiten Gitarristen in der Gruppe zu bewerben, der durch den Weggang von Doug Aldrich vakant geworden war. Sein Wechsel zu Whitesnake wurde am 21. August 2014 bekannt gegeben. Aktuell spielt die Band mit Keri Kelli, bis ein neues festes Mitglied gefunden wird.

## Diskografie

### Studioalben
| Jahr | Titel                   | Höchstplatzierung, Gesamtwochen, AuszeichnungChartplatzierungen (Jahr, Titel, Platzierungen, Wochen, Auszeichnungen, Anmerkungen) | Höchstplatzierung, Gesamtwochen, AuszeichnungChartplatzierungen (Jahr, Titel, Platzierungen, Wochen, Auszeichnungen, Anmerkungen) | Höchstplatzierung, Gesamtwochen, AuszeichnungChartplatzierungen (Jahr, Titel, Platzierungen, Wochen, Auszeichnungen, Anmerkungen) | Höchstplatzierung, Gesamtwochen, AuszeichnungChartplatzierungen (Jahr, Titel, Platzierungen, Wochen, Auszeichnungen, Anmerkungen) | Höchstplatzierung, Gesamtwochen, AuszeichnungChartplatzierungen (Jahr, Titel, Platzierungen, Wochen, Auszeichnungen, Anmerkungen) | Anmerkungen                              |
| Jahr | Titel                   | DE | AT | CH | UK | US | Anmerkungen                              |
| ---- | ----------------------- | --- | --- | --- | --- | --- | ---------------------------------------- |
| 1982 | Dawn Patrol             | — | — | — | — | US38 (69 Wo.)US | Erstveröffentlichung: November 1982      |
| 1983 | Midnight Madness        | DE58 (3 Wo.)DE | — | — | — | US15 Platin · (69 Wo.)US | Erstveröffentlichung: Oktober 1983       |
| 1985 | 7 Wishes                | — | — | — | — | US10 Platin · (45 Wo.)US | Erstveröffentlichung: Mai 1985           |
| 1987 | Big Life                | — | — | — | — | US28 Gold · (18 Wo.)US | Erstveröffentlichung: 23. März 1987      |
| 1988 | Man in Motion           | — | — | — | — | US81 (9 Wo.)US | Erstveröffentlichung: 27. September 1988 |
| 2011 | Somewhere in California | — | — | — | — | US179 (1 Wo.)US | Erstveröffentlichung: 21. Juni 2011      |
| 2014 | High Road               | — | — | CH54 (1 Wo.)CH | — | US105 (1 Wo.)US | Erstveröffentlichung: 6. Juni 2014       |
| 2017 | Don’t Let Up            | DE85 (1 Wo.)DE | — | CH44 (1 Wo.)CH | — | — | Erstveröffentlichung: 24. März 2017      |
| 2021 | ATBPO                   | DE89 (1 Wo.)DE | — | CH13 (2 Wo.)CH | — | — | Erstveröffentlichung: 6. August 2021     |

grau schraffiert: keine Chartdaten aus diesem Jahr verfügbar
Weitere Alben
- 1989: Greatest Hits (US: Gold)
- 1990: Live in Japan
- 1995: Feeding off the Mojo
- 1997: Rock in Japan
- 1997: Neverland
- 1998: Seven
- 1998: Rock Masterpiece Collection
- 1998: Keep Rockin': Best Selection 97–98
- 2000: The Millennium Collection
- 2005: Hits, Acoustic & Rarities
- 2006: The Best of: Live
- 2007: Night Ranger Live
- 2007: Hole in the Sun
- 2007: Extended Versions
- 2008: Rockin' Shibuya 2007
- 2012: 24 Strings & a Drummer

### Singles
| Jahr | Titel Album                                         | Höchstplatzierung, Gesamtwochen, AuszeichnungChartplatzierungen (Jahr, Titel, Album, Platzierungen, Wochen, Auszeichnungen, Anmerkungen) | Höchstplatzierung, Gesamtwochen, AuszeichnungChartplatzierungen (Jahr, Titel, Album, Platzierungen, Wochen, Auszeichnungen, Anmerkungen) | Höchstplatzierung, Gesamtwochen, AuszeichnungChartplatzierungen (Jahr, Titel, Album, Platzierungen, Wochen, Auszeichnungen, Anmerkungen) | Höchstplatzierung, Gesamtwochen, AuszeichnungChartplatzierungen (Jahr, Titel, Album, Platzierungen, Wochen, Auszeichnungen, Anmerkungen) | Höchstplatzierung, Gesamtwochen, AuszeichnungChartplatzierungen (Jahr, Titel, Album, Platzierungen, Wochen, Auszeichnungen, Anmerkungen) | Anmerkungen                         |
| Jahr | Titel Album                                         | DE | AT | CH | UK | US | Anmerkungen                         |
| ---- | --------------------------------------------------- | --- | --- | --- | --- | --- | ----------------------------------- |
| 1983 | Don’t Tell Me You Love Me Dawn Patrol               | — | — | CH9 (4 Wo.)CH | — | US40 (11 Wo.)US | Erstveröffentlichung: Januar 1983   |
| 1983 | Sing Me Away Dawn Patrol                            | — | — | — | — | US54 (9 Wo.)US | Erstveröffentlichung: März 1983     |
| 1983 | (You Can Still) Rock in America Midnight Madness    | — | — | — | — | US51 (12 Wo.)US | Erstveröffentlichung: November 1983 |
| 1984 | Sister Christian Midnight Madness                   | DE67 (3 Wo.)DE | — | — | — | US5 (24 Wo.)US | Erstveröffentlichung: März 1984     |
| 1984 | When You Close Your Eyes Midnight Madness           | — | — | — | — | US14 (17 Wo.)US | Erstveröffentlichung: Juni 1984     |
| 1985 | Sentimental Street 7 Wishes                         | — | — | — | — | US8 (17 Wo.)US | Erstveröffentlichung: Mai 1985      |
| 1985 | Four in the Morning (I Can't Take Anymore) 7 Wishes | — | — | — | — | US19 (13 Wo.)US | Erstveröffentlichung: August 1985   |
| 1985 | Goodbye 7 Wishes                                    | — | — | — | — | US17 (18 Wo.)US | Erstveröffentlichung: Oktober 1985  |
| 1987 | The Secret of My Success Big Life                   | — | — | — | — | US64 (8 Wo.)US | Erstveröffentlichung: März 1987     |
| 1987 | The Color of Your Smile Big Life                    | — | — | — | — | — | Erstveröffentlichung: 1987          |
| 1987 | Hearts Away Big Life                                | — | — | — | — | US90 (… Wo.)US | Erstveröffentlichung: Juni 1987     |
| 1988 | I Did It for Love Man in Motion                     | — | — | — | — | US75 (5 Wo.)US | Erstveröffentlichung: Oktober 1988  |